# 長屋景興
長屋 景興（1500年頃生）は長屋景教の長男。

## 生涯
天文年間（1532年～1555年）の前期頃に美濃國の戦闘が激しくなる中、揖斐郡大野町相羽村に相羽城を築城し、垂井城から移った。
十一代美濃守護土岐頼芸に知行2万石余を領しつかえた。
天文16年（1547年）12月に斎藤道三に相羽城を攻められた際に弟長屋景重を従兄弟である長屋道重の田口城へ逃した。
長屋景興は嫡嗣子長屋景直とともに討死（美濃明細記）。